# 希羅卡巴爾卡 (海尼切斯克區)
46°47′33″N 34°32′1″E / 46.79250°N 34.53361°E
希羅卡巴爾卡（烏克蘭語：Широка Балка）是位於烏克蘭南部的村莊，由赫爾松州海尼切斯克區的伊萬尼夫卡市鎮負責管轄。該村始建於1920年，面積0.83平方公里，海拔高度44米，2001年人口158，人口密度每平方公里190.6人。